# Drezzo
Drezzo là một đô thị ở tỉnh Como trong vùng Lombardia, có cự ly khoảng 40 kilômét (25 mi) về phía tây bắc của Milano và khoảng 6 kilômét (4 mi) về phía tây của Como, ở biên giới với Thụy Sĩ. Tại thời điểm ngày 31 tháng 12 năm 2004, đô thị này có dân số 1.088 người và diện tích là 1,9 km².
Drezzo giáp các đô thị: Chiasso (Thụy Sĩ), Faloppio, Parè, Ronago, Uggiate-Trevano.